# Театральна бесіда
«Театральна бесіда» — журнал, який видається Львівським міжобласним відділенням Національної Спілки театральних діячів України.

## Відомості про видання
Журнал «Театральна бесіда» видається у Львові з 1997 року, Львівським міжобласним відділенням Національної Спілки театральних діячів України (ЛМВ НСТД України). Напрямок видання театрознавчий.
Журнал публікує рецензії, творчі портрети, історичні матеріали пов'язані з розвитком театрального мистецтва на Галичині та за її межами; також публікує матеріали, які стосуються творчого життя ЛМВ НСТД України, твори членів НСТД України.

## Редакція
Шеф-редактор — Федір Стригун

Редактор — Галина Канарська

Відповідальний секретар ЛМВ НСТД України — Володимир Григоренко (вирішує фінансові та технічні питання, які виникають при виданні журналу).

## Адреса видання
Адреса редакції: 79008,Львів, проспект Свободи 26, «Театральна бесіда».